# Epenthesis
Een epenthesis (Grieks επένθεσις, inlassing), ook geschreven als epenthese, is de inlassing van een of meer extra klanken binnenin een woord of samenstelling, waarvoor geen etymologische reden is. Dit wordt meestal alleen gedaan om de uitspraak te vergemakkelijken, maar soms ook als stijlfiguur om bij de toehoorder een bepaald effect te bereiken. Soms gaat de epenthetische toevoeging in de standaardspelling over, soms blijft ze beperkt tot de gesproken taal.
Het toegevoegde klanksegment kan een klinker of een medeklinker zijn, bijvoorbeeld zoals de "d" in kelder (uit het latijn cellarium), zolder (solarium). De epenthetische "d" is frequent in het Nederlands in woorden zoals eender, elders, donder of in de comparatief van bijvoeglijke naamwoorden op -r (zuurder, magerder) en de afleidingen van werkwoorden waarvan de stam op -r of -n eindigt (scheerder, potverteerder, toonder...). In sommige West-Vlaamse dialecten ook bij adjectieven op -n: schoonder. 
Een voorbeeld uit de spreektaal is de uitspraak van het woord herfst als herrefst. In het Duits wordt een e toegevoegd bij bijvoorbeeld ihr meldet. In het Nederlands is er bij de vervoeging van de werkwoorden geen sprake van epenthesis. Bij spraakongemakkelijkheden wordt de -t in de regel stam + t niet extra uitgesproken (i.t.t. Duits), bijvoorbeeld hij wordt of hij meldt [uitgesproken als wort en melt]; vgl. Duits: er meldet. In een aantal varianten van het Twents wordt er in een aantal gevallen van werkwoordsvervoeging epenthesis toegepast: hee waarket, et lukket en vie wochet.

## Stijlfiguur
In de dichtkunst is epenthesis de toevoeging van een zwak of niet beklemtoonde lettergreep, meestal ter wille van het metrum. Zo schrijft Joost van den Vondel in de eerste twee versregels uit Gijsbrecht van Aemstel Het Hemelsche gerecht heeft zich ten lange lesten / Erbarremt over my, en mijn benaeuwde vesten.
Lucebert gebruikte het stijlfiguur als een soort modernisme, zoals powezie of pohezie.
De tegengestelde stijlfiguur is de syncope, weglating van een klinker of medeklinker midden in een woord, bv. "macht'ge" i.p.v. "machtige". Wanneer een klank definitief wegvalt, spreekt men van elisie.

## Verwante begrippen
- Epenthesis is een vorm van metaplasma.
- Prosthesis vindt aan het begin van woorden plaats.